# وب۳
وب۳ یا وب ۳٫۰ مرحله و نسخه جدید از آینده وب جهان‌گستر است. از عبارت وب ۳٫۰ برای توضیح و معرفی نسل سوم وب استفاده می‌شود. وب ۳٫۰ همانند وب ۲٫۰ در پی آن است تا در اینترنت نوآوری ایجاد نماید. منظور از نسخه‌بندی وب، این نیست وب را شرکت خاصی در نسخه‌های متعدد منتشر می‌سازد؛ بلکه نسخه‌بندی وب برای بیان نسل‌های مختلفی که وب پشت سر می‌گذارد، استفاده می‌شود.
بسیاری بر این باورند که فناوری‌های پدیدآمده جدید مانند وب معنایی در دستور کار وب ۳٫۰ قرار خواهد گرفت. نظریه‌های دیگر براین باورند که نرم‌افزارهای تحت وب ۳٫۰ موجب استفاده از اینترنت پرسرعت در میان مردم خواهد شد.

## نماهایی از پدیدآورندگان وب
در ماه می‌سال ۲۰۰۶، تیم برنرز لی مخترع وب توضیح داد:
مردم مدام از من می‌پرسند وب ۳٫۰ چیست؟ من فکر می‌کنم شاید اگر ما یک پوشش تصویری از گرافیک برداری مقیاس‌پذیر داشته باشیم و همانند وب ۲٫۰ مفاهیم را روی آن پیاده کنیم، درک پدیده وب ۳٫۰ آسان خواهد بود.
در سال ۲۰۰۷، اریک اشمیت دربارهٔ وب ۳٫۰ توضیح داد:
وب ۲٫۰ برای خالقان آن یک راه بازاریابی است، اما برای درک مفهوم وب ۳٫۰ باید ابتدا خود آن پدید آید. اما اگر بخواهم حدس بزنم که وب ۳٫۰ چیست، می‌گویم راه جدیدی برای ساختن برنامه‌های تحت وب است. پیش‌بینی من این است که وب ۳٫۰ راه‌های جدیدی برای تولید برنامه پیش رو خواهد داشت. تعداد زیادی از مشخصات هستند: برنامه‌ها نسبتاً کوچک و کم حجم خواهد شد، داده‌ها با صورت توده‌ای خواهند بود، نرم‌افزارها قابلیت اجرا روی هر سیستمی را خواهند داشت، برنامه‌ها بسیار سریع و قابل انعطاف خواهند بود.